# Logic Pro
Logic Pro est un logiciel de musique assistée par ordinateur (MAO), distribué par la firme américaine Apple uniquement sur environnements iPadOS et macOS. Il est issu d'une longue évolution d'un logiciel tournant sur Atari ST à la fin des années 1980.

## Histoire

### Lancement
Le logiciel est initialement développé par Gerhard Lengeling et Chris Adam sous le nom de Creator. C-LAB, société allemande, édite Creator sur Atari ST, et Scoretrack sur Commodore 64. Fin 1988, Creator est complété par un module d'édition de partitions professionnel et devient Notator,. En 1989, Notator devient Notator SL et bénéficiera d'un environnement multi-tâche, et de l'ajout de matériels externes tels que l'export pour augmenter le nombre de prises Midi ou l'Unitor pour en plus implémenter la synchronisation SMPTE avec les magnétophones à bande de l'époque. En 1992, portage du logiciel sur Macintosh, la société C-LAB change de nom et devient la firme Emagic. En 1993, portage du logiciel sur PC et intégration de l'audio ; Logic Audio, Logic sont les dénominations suivantes. On trouve alors plusieurs déclinaisons des logiciels : Logic Audio (ou Silver), Logic Gold, Logic Platinum et Logic Fun (entrée de gamme).

### Années 2000
En 2002, la société allemande Emagic (en) est rachetée par Apple Computer qui décide d'arrêter le développement du logiciel pour la plateforme Windows dont la dernière version sera la 5.5.1. Fin 2004, Logic passe en version 7 et existe désormais en deux versions dénommées Logic Express et Logic Pro, ce qui correspond à la séparation habituelle de la gamme Apple. Courant 2005, le site d'Emagic est arrêté et redirigé vers le site d'Apple Computer. Le 12 septembre 2007, un pack voit le jour : Logic Studio. Ce dernier, au tarif divisé par deux par rapport à Logic Pro 7, offre un ensemble de programmes qui interagissent entre eux : Logic Pro 8, Soundtrack Pro 2, Wave Burner, des synthétiseurs et effets virtuels, des boucles de sons, etc. Apple Computer apporte également des fonctionnalités supplémentaires en s'ouvrant aux fonctionnalités live avec son logiciel hôte MainStage, qui sort en version 1 dans cette version Logic Studio. Ce logiciel permet l'utilisation en live des instruments virtuels fournis dans la suite Logic Studio (et qui sera étoffée au fil des versions), ainsi que l'utilisation d'instruments virtuels d'autres fabricants dans le format standard AU (audio unit, format de plugin — extension — développé par Apple Computer). Ce logiciel a notamment pour spécificités d'optimiser le temps de chargement des plugins et de rendre les transitions inaudibles entre les différents patchs (programmations), tout en offrant une interface d'édition personnalisable. Ce logiciel est une réelle innovation lors de sa sortie pour les musiciens adeptes de l'outil informatique en plein essor dans le domaine de la production musicale au cours des années 2000[réf. nécessaire]. Il devient une solution très utilisée par nombre de musiciens professionnels[Qui ?] de la scène des musiques actuelles[Quand ?]. En parallèle, Logic Express 8, une version allégée est également sortie incluant uniquement le logiciel séquenceur et une quantité moindre d'instruments virtuels. Les logiciels MainStage, Soundtrack Pro ou Wave Burner ne sont pas inclus dans cette version. Cette huitième version, n'utilise plus de protection via clé USB, mais par un numéro de série ; toutefois, la clé est nécessaire pour ceux qui font la mise à jour à partir d'une version antérieure. Logic Studio 2 (incluant Logic Pro 9) est commercialisé en septembre 2009.

### Années 2010
Depuis décembre 2011, la version Express du logiciel n'est plus commercialisée ; seule la version Pro dont le prix a été revu à la baisse est distribué en détachement du pack Logic Studio via le Mac App Store. Le pack Logic Studio 2, incluant notamment Logic Pro 9, est toujours en vente. Le 16 juillet 2013, Apple sort une nouvelle version majeure de son logiciel professionnel : Logic Pro X, qui intègre de nouvelles fonctionnalités et arbore une interface basée sur celle de Final Cut Pro X,. Le logiciel a également été entièrement réécrit en 64 bits.

### Années 2020
Le logiciel dispose d’une version iPadOS depuis le 23 mai 2023 sous la forme d’une application payante par abonnement. Cette version a été revue pour pouvoir utiliser l’Apple Pencil et l’écran tactile.

## Interface
L'interface de Logic Pro est basée sur des panneaux qui regroupent différentes fonctions. Par exemple, le mixeur s'affiche dans la même fenêtre que l'arrangement, sur la partie inférieure de l'écran. Cependant, il est possible d'afficher certaines parties du logiciel dans des fenêtres séparées. Il est également possible d'utiliser un IPhone ou un IPad comme télécommande pour Logic Pro sur Mac, grâce à l'application Logic Remote.